# Klasyfikacja medalowa Zimowych Igrzysk Olimpijskich 1984
     zdobywcy co najmniej jednego złotego medalu
     zdobywcy co najmniej jednego srebrnego medalu
     zdobywcy co najmniej jednego brązowego medalu
     państwa bez medalu
     państwa nieuczestniczące w igrzyskach

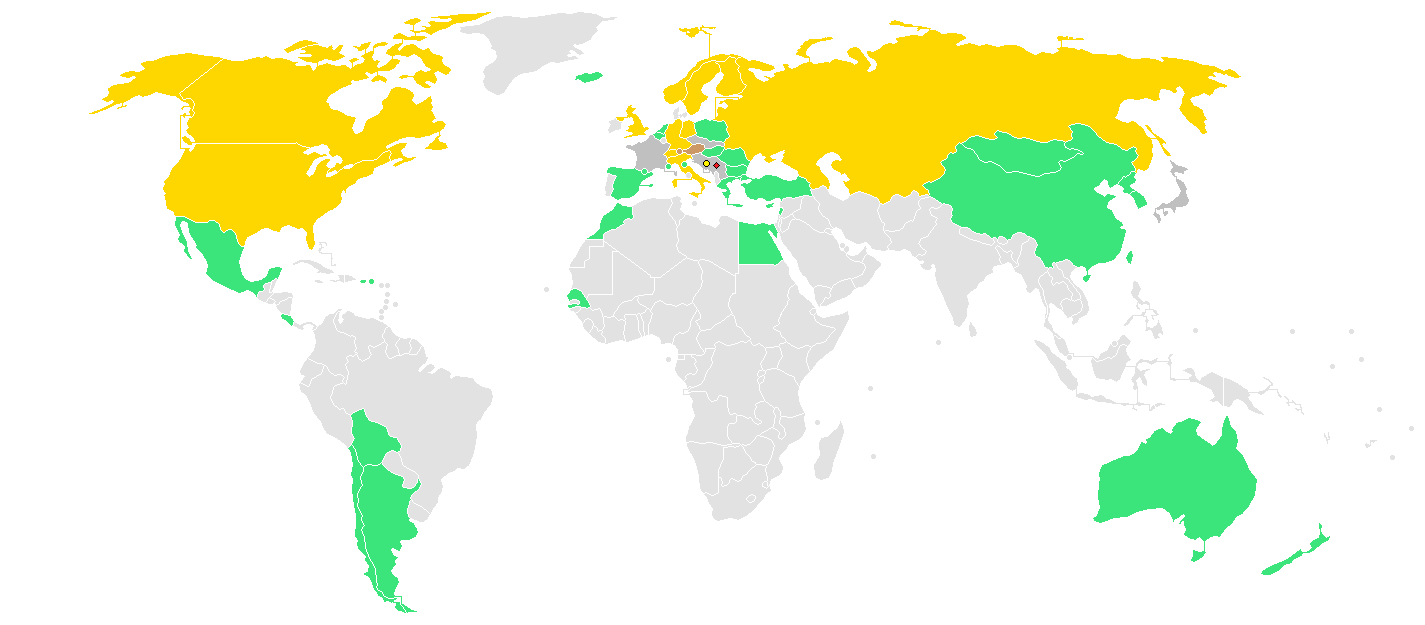
Państwa uczestniczące w Zimowych Igrzyskach Olimpijskich 1984
zdobywcy co najmniej jednego złotego medalu
zdobywcy co najmniej jednego srebrnego medalu
zdobywcy co najmniej jednego brązowego medalu
państwa bez medalu
państwa nieuczestniczące w igrzyskach

Klasyfikacja medalowa Zimowych Igrzysk Olimpijskich 1984 – zestawienie państw, reprezentowanych przez narodowe komitety olimpijskie, uszeregowanych pod względem liczby zdobytych medali na XIV Zimowych Igrzyskach Olimpijskich w 1984 roku w Sarajewie.
Do kalendarza zimowych igrzysk w Sarajewie włączono 39 konkurencji rozgrywanych w dziesięciu dyscyplinach sportowych. W porównaniu do poprzednich zimowych igrzysk, które odbyły się w 1980 roku w Lake Placid, dołączono jedną konkurencję – bieg narciarski kobiet na 20 km. Do rywalizacji w zawodach olimpijskich przystąpiło 1273 sportowców (996 mężczyzn i 277 kobiet) startujących w barwach 49 narodowych reprezentacji olimpijskich. Pięć państw w 1984 roku zadebiutowało na zimowych igrzyskach olimpijskich – Brytyjskie Wyspy Dziewicze, Egipt, Monako, Portoryko i Senegal.
Medale wywalczyli zawodnicy z siedemnastu krajów, z czego najwięcej (25) zdobyli reprezentanci Związku Socjalistycznych Republik Radzieckich. Jeden medal mniej osiągnęli olimpijczycy z Niemieckiej Republiki Demokratycznej, jednak uzyskali największą liczbę (9) medali złotych. Występ reprezentacji NRD był ich najlepszym pod względem liczby medali startem od początku startów w zimowych igrzyskach olimpijskich. Wynik ZSRR był natomiast drugim (po 1976 roku) w historii pod względem liczby zdobytych medali, jednak najgorszym od 1968 roku, biorąc pod uwagę liczbę medali złotych. Pod względem liczby wszystkich zdobytych medali na zimowych igrzyskach występ w Sarajewie był również najlepszym w historii dla reprezentacji Finlandii (13 medali) i Czechosłowacji (6 medali).
Gospodarze igrzysk, Jugosławia, zdobyli pierwszy w historii medal (srebro Jure Franko w alpejskim slalomie gigancie) na zimowych igrzyskach. Jednocześnie zostali trzecim w historii państwem organizującym zimowe igrzyska, po Francji w 1924 i Szwajcarii w 1928 roku, który nie wywalczył żadnego złota olimpijskiego na własnym terytorium. Występ reprezentantów Austrii był najsłabszym od początku startów tej reprezentacji w zimowych igrzyskach olimpijskich. Spośród krajów, które zdobyły medale na igrzyskach w Lake Placid, w Sarajewie nie uzyskali żadnego medalu reprezentanci Holandii, Bułgarii i Węgier. Dla Holendrów był to jednocześnie pierwszy start od 1956 roku, który zakończyli oni z zerowym dorobkiem medalowym.
Reprezentanci Wielkiej Brytanii po raz trzeci z rzędu zakończyli igrzyska z dorobkiem jednego złotego medalu w łyżwiarstwie figurowym. Także po raz trzeci z rzędu reprezentanci Liechtensteinu stawali na podium olimpijskim w konkurencjach alpejskich. Kanadyjska reprezentacja osiągnęła najlepszy wynik pod względem zdobytych medali zimowych igrzysk od 1960, głównie dzięki łyżwiarzowi Gaétanowi Boucherowi, który zdobył dwa tytuły mistrza olimpijskiego i jeden brązowy medal. Po raz pierwszy od 1948 roku Szwedzi zdobyli cztery złote medale olimpijskie. Dokonali tego indywidualnie Gunde Svan i Thomas Wassberg w biegach narciarskich oraz Tomas Gustafson w łyżwiarstwie szybkim, a także męska sztafeta w biegach.
Łącznie 29 zawodników i zawodniczek przynajmniej dwukrotnie stawało na podium olimpijskim w Sarajewie. Reprezentowali oni dziewięć narodowych reprezentacji, z czego największa liczba multimedalistów (8) pochodziła z Niemieckiej Republiki Demokratycznej. Osiemnaścioro spośród multimedalistów zdobyło co najmniej jeden złoty medal, najwięcej z nich (5) startowało w barwach NRD. Najbardziej utytułowaną zawodniczką igrzysk została fińska biegaczka narciarska Marja-Liisa Hämäläinen, która zdobyła cztery medale (3 złote i 1 brązowy). Po cztery medale osiągnęli także: panczenistka Karin Enke (2 złote i 2 srebrne) oraz biegacz Gunde Svan (2 złote, 1 srebrny i 1 brązowy). Svan został także najbardziej utytułowanym olimpijczykiem igrzysk w Sarajewie, biorąc pod uwagę tylko starty mężczyzn.

## Klasyfikacja państw
Poniższa tabela przedstawia klasyfikację medalową państw, które zdobyły medale na Zimowych Igrzyskach Olimpijskich 1984 w Sarajewie, sporządzoną na podstawie oficjalnych raportów Międzynarodowego Komitetu Olimpijskiego. Klasyfikacja posortowana jest najpierw według liczby osiągniętych medali złotych, następnie srebrnych, a na końcu brązowych. W przypadku, gdy dwa kraje zdobyły tę samą liczbę medali wszystkich kolorów, o kolejności zdecydował porządek alfabetyczny.
| Miejsce | Państwo         | Złoto | Srebro | Brąz | Razem |
| ------- | --------------- | ----- | ------ | ---- | ----- |
| 1.      | NRD             | 9     | 9      | 6    | 24    |
| 2.      | ZSRR            | 6     | 10     | 9    | 25    |
| 3.      | USA             | 4     | 4      | –    | 8     |
| 4.      | Finlandia       | 4     | 3      | 6    | 13    |
| 5.      | Szwecja         | 4     | 2      | 2    | 8     |
| 6.      | Norwegia        | 3     | 2      | 4    | 9     |
| 7.      | Szwajcaria      | 2     | 2      | 1    | 5     |
| 8.      | Kanada          | 2     | 1      | 1    | 4     |
| 8.      | RFN             | 2     | 1      | 1    | 4     |
| 10.     | Włochy          | 2     | –      | –    | 2     |
| 11.     | Wielka Brytania | 1     | –      | –    | 1     |
| 12.     | Czechosłowacja  | –     | 2      | 4    | 6     |
| 13.     | Francja         | –     | 1      | 2    | 3     |
| 14.     | Japonia         | –     | 1      | –    | 1     |
| 14.     | Jugosławia      | –     | 1      | –    | 1     |
| 16.     | Liechtenstein   | –     | –      | 2    | 2     |
| 17.     | Austria         | –     | –      | 1    | 1     |
| Razem   | Razem           | 39    | 39     | 39   | 117   |

## Klasyfikacje według dyscyplin

### Biathlon
Podczas igrzysk w 1984 roku przeprowadzono trzy konkurencje biathlonowe – sprint na 10 km, bieg na 20 km i bieg sztafetowy 4 × 7,5 km. W rywalizacji brali udział wyłącznie mężczyźni. Liczba konkurencji w biathlonie nie zmieniła się względem poprzednich zimowych igrzysk.
Medale w biathlonie zdobyli reprezentanci Norwegii, RFN, NRD i ZSRR. Reprezentacje Norwegii i Niemiec Zachodnich zdobyły po trzy medale (po jednym z każdego koloru). Wśród biathlonistów było dwóch multimedalistów – Eirik Kvalfoss z Norwegii i Peter Angerer z RFN. Obaj zdobyli po trzy medale – 1 złoty, 1 srebrny i 1 brązowy.
| Miejsce | Państwo  | Złoto | Srebro | Brąz | Razem |
| ------- | -------- | ----- | ------ | ---- | ----- |
| 1.      | Norwegia | 1     | 1      | 1    | 3     |
| 1.      | RFN      | 1     | 1      | 1    | 3     |
| 3.      | ZSRR     | 1     | –      | –    | 1     |
| 4.      | NRD      | –     | 1      | 1    | 2     |
| Razem   | Razem    | 3     | 3      | 3    | 9     |

### Biegi narciarskie
W Sarajewie rozegrano osiem konkurencji biegowych – biegi indywidualne mężczyzn na 15 km, 30 km i 50 km, biegi indywidualne kobiet na 5 km, 10 km i 20 km oraz biegi sztafetowe kobiet i mężczyzn. W porównaniu do igrzysk w 1980 roku do kalendarza dołączono bieg na 20 km kobiet.
Medale w zawodach biegaczy i biegaczek zdobyli przedstawiciele pięciu krajów – Szwecji, ZSRR, Finlandii, Norwegii i Czechosłowacji. Najwięcej, ośmiokrotnie, na podium olimpijskim stanęli olimpijczycy z Finlandii. Była wśród nich Marja-Liisa Kirvesniemi-Hämäläinen, która zwyciężyła we wszystkich trzech konkurencjach indywidualnych kobiet, dodatkowo zdobyła brązowy medal w sztafecie i tym samym została najbardziej utytułowaną sportsmenką igrzysk. Wśród mężczyzn największą liczbę medali w biegach narciarskich osiągnął Szwed Gunde Svan – 2 złote, 1 srebrny i 1 brązowy.
| Miejsce | Państwo        | Złoto | Srebro | Brąz | Razem |
| ------- | -------------- | ----- | ------ | ---- | ----- |
| 1.      | Finlandia      | 3     | 1      | 4    | 8     |
| 2.      | Szwecja        | 3     | 1      | 1    | 5     |
| 3.      | ZSRR           | 1     | 4      | –    | 5     |
| 4.      | Norwegia       | 1     | 1      | 2    | 4     |
| 5.      | Czechosłowacja | –     | 1      | 1    | 2     |
| Razem   | Razem          | 8     | 8      | 8    | 24    |

### Bobsleje
Podczas igrzysk w Sarajewie odbyły się dwie konkurencje bobslejowe – męskie dwójki i męskie czwórki. Konkurencje bobslejowe nie uległy zmianie względem igrzysk w Lake Placid.
Zawody zostały zdominowane przez reprezentantów Niemieckiej Republiki Demokratycznej, którzy w obu konkurencjach zdobyli złote i srebrne medale. Po dwa tytuły mistrzów olimpijskich wywalczyli Wolfgang Hoppe i Dietmar Schauerhammer, a po jednym tytule – Roland Wetzig i Andreas Kirchner. Brązowe medale w bobslejach trafiły do reprezentacji ZSRR i Szwajcarii.
| Miejsce | Państwo    | Złoto | Srebro | Brąz | Razem |
| ------- | ---------- | ----- | ------ | ---- | ----- |
| 1.      | NRD        | 2     | 2      | –    | 4     |
| 2.      | Szwajcaria | –     | –      | 1    | 1     |
| 2.      | ZSRR       | –     | –      | 1    | 1     |
| Razem   | Razem      | 2     | 2      | 2    | 6     |

### Hokej na lodzie
W ramach igrzysk w 1984 roku w hokeju na lodzie rywalizowali tylko mężczyźni, tak samo jak podczas poprzednich zimowych igrzysk olimpijskich. Tytułu mistrzowskiego bronili reprezentanci Stanów Zjednoczonych, jednak nie zdobyli oni medalu w Sarajewie, plasując się na siódmym miejscu wśród dwunastu rywalizujących zespołów.
Złoty medal olimpijski w 1984 roku zdobyli hokeiści ze Związku Socjalistycznych Republik Radzieckich, którzy w finale pokonali Czechosłowację. Brązowy medal wywalczyli reprezentanci Szwecji.
| Miejsce | Państwo        | Złoto | Srebro | Brąz | Razem |
| ------- | -------------- | ----- | ------ | ---- | ----- |
| 1.      | ZSRR           | 1     | –      | –    | 1     |
| 2.      | Czechosłowacja | –     | 1      | –    | 1     |
| 3.      | Szwecja        | –     | –      | 1    | 1     |
| Razem   | Razem          | 1     | 1      | 1    | 3     |

### Kombinacja norweska
W związku z nieprzyjęciem do kalendarza igrzysk w Sarajewie rywalizacji drużynowej, jedyną konkurencją w kombinacji norweskiej pozostawały zawody indywidualne mężczyzn składające się z trzech serii skoków na obiekcie normalnym i biegu na 15 kilometrów.
Mistrzem olimpijskim w kombinacji norweskiej w 1984 roku został Norweg Tom Sandberg, a pozostałe miejsca na podium zajęli dwuboiści z Finlandii – Jouko Karjalainen i Jukka Ylipulli. Karjalainen obronił tytuł wicemistrza olimpijskiego z Lake Placid.
| Miejsce | Państwo   | Złoto | Srebro | Brąz | Razem |
| ------- | --------- | ----- | ------ | ---- | ----- |
| 1.      | Norwegia  | 1     | –      | –    | 1     |
| 2.      | Finlandia | –     | 1      | 1    | 2     |
| Razem   | Razem     | 1     | 1      | 1    | 3     |

### Łyżwiarstwo figurowe
Liczba konkurencji olimpijskich w łyżwiarstwie figurowym w 1984 roku nie zmieniła się w porównaniu do igrzysk w Lake Placid. Tak samo jak w 1980 roku przeprowadzono cztery konkurencje – rywalizację solistów, solistek, par sportowych i par tanecznych.
Najwięcej medali zdobyli łyżwiarze figurowi z ZSRR. Łącznie pięciokrotnie stanęli oni na podium olimpijskim w Sarajewie, zdobywając 1 złoty, 1 srebrny i 3 brązowe medale. Trzy medale zdobyli reprezentanci Stanów Zjednoczonych, przy czym wywalczyli oni 1 złoty i 2 srebrne medale. Ponadto w trójce najlepszych znaleźli się łyżwiarze figurowi z Wielkiej Brytanii, NRD, Kanady i Czechosłowacji. Medale w czterech konkurencjach zdobyło łącznie 18 zawodników i zawodniczek, co oznacza, że żaden z nich nie stanął na podium w Sarajewie więcej niż jeden raz.
| Miejsce | Państwo         | Złoto | Srebro | Brąz | Razem |
| ------- | --------------- | ----- | ------ | ---- | ----- |
| 1.      | USA             | 1     | 2      | –    | 3     |
| 2.      | ZSRR            | 1     | 1      | 3    | 5     |
| 3.      | NRD             | 1     | –      | –    | 1     |
| 3.      | Wielka Brytania | 1     | –      | –    | 1     |
| 5.      | Kanada          | –     | 1      | –    | 1     |
| 6.      | Czechosłowacja  | –     | –      | 1    | 1     |
| Razem   | Razem           | 4     | 4      | 4    | 12    |

### Łyżwiarstwo szybkie
Rywalizacja panczenistów i panczenistek na Zimowych Igrzyskach Olimpijskich 1984 składała się z dziewięciu konkurencji – biegów indywidualnych mężczyzn na 500, 1000, 1500, 5000 i 10 000 metrów oraz kobiet na 500, 1000, 1500 i 3000 metrów. Konkurencje nie zmieniły się względem poprzednich igrzysk.
Wszystkie konkurencje kobiece zostały zdominowane przez reprezentantki NRD, które zdobyły dziewięć z dwunastu medali. Najbardziej utytułowaną panczenistką została Karin Enke, która czterokrotnie stanęła na podium olimpijskim, osiągając dwa złote i dwa srebrne medale. Trzy medale – jeden złoty i dwa srebrne – osiągnęła inna zawodniczka z Niemiec Wschodnich – Andrea Schöne. Pod nieobecność pięciokrotnego mistrza olimpijskiego z Lake Placid, Erica Heidena, najwięcej medali wśród mężczyzn zdobył Gaétan Boucher – dwa złote i brązowy. Po jednym złotym i srebrnym medalu wywalczyli również Tomas Gustafson i Igor Małkow. Łącznie największą liczbę medali w 1984 roku uzyskali łyżwiarze i łyżwiarki z NRD – 11, w tym 4 złote, 4 srebrne i 3 brązowe.
| Miejsce | Państwo  | Złoto | Srebro | Brąz | Razem |
| ------- | -------- | ----- | ------ | ---- | ----- |
| 1.      | NRD      | 4     | 4      | 3    | 11    |
| 2.      | ZSRR     | 2     | 3      | 4    | 9     |
| 3.      | Kanada   | 2     | –      | 1    | 3     |
| 4.      | Szwecja  | 1     | 1      | –    | 2     |
| 5.      | Japonia  | –     | 1      | –    | 1     |
| 6.      | Norwegia | –     | –      | 1    | 1     |
| Razem   | Razem    | 9     | 9      | 9    | 27    |

### Narciarstwo alpejskie
Zawody w narciarstwie alpejskim na igrzyskach w Sarajewie składały się z sześciu konkurencji, tak samo jak cztery lata wcześniej w Lake Placid. Zarówno mężczyźni, jak i kobiety, wystartowali w zjeździe, slalomie gigancie i slalomie.
Medale zdobyło 17 alpejczyków. Jedyną zawodniczką, która zdobyła więcej niż jeden medal, była Perrine Pelen z Francji, która stanęła na drugim stopniu podium olimpijskiego w slalomie i na trzecim w slalomie gigancie. Łącznie najwięcej medali wywalczyli zawodnicy ze Stanów Zjednoczonych – pięć, w tym trzy złote i dwa srebrne. Cztery medale zdobyli Szwajcarzy – dwa złote i dwa srebrne. Poza tym medalistami olimpijskimi w narciarstwie alpejskim zostali reprezentanci Włoch, Jugosławii, Francji, Liechtensteinu i Czechosłowacji.
| Miejsce | Państwo        | Złoto | Srebro | Brąz | Razem |
| ------- | -------------- | ----- | ------ | ---- | ----- |
| 1.      | USA            | 3     | 2      | –    | 5     |
| 2.      | Szwajcaria     | 2     | 2      | –    | 4     |
| 3.      | Włochy         | 1     | –      | –    | 1     |
| 4.      | Francja        | –     | 1      | 2    | 3     |
| 5.      | Jugosławia     | –     | 1      | –    | 1     |
| 6.      | Liechtenstein  | –     | –      | 2    | 2     |
| 7.      | Czechosłowacja | –     | –      | 1    | 1     |
| 7.      | Austria        | –     | –      | 1    | 1     |
| Razem   | Razem          | 6     | 6      | 6    | 18    |

### Saneczkarstwo
W kalendarzu zimowych igrzysk w Sarajewie, podobnie jak w Lake Placid, znalazły się trzy konkurencje saneczkarskie – jedynki i dwójki mężczyzn oraz dwójki kobiet.
Medale przyznano 12 zawodnikom z czterech państw, żaden z saneczkarzy nie stał na podium olimpijskim w 1984 roku więcej niż jeden raz. Krajem, który osiągnął największą liczbę medali w saneczkarstwie, była Niemiecka Republika Demokratyczna, której reprezentanci zdobyli cztery medale – jeden złoty, jeden srebrny i dwa brązowe. Saneczkarki z tego państwa zdobyły wszystkie medale w zawodach jedynek kobiet. Medale w konkurencjach męskich rozdano reprezentantom Włoch, ZSRR, NRD i RFN.
| Miejsce | Państwo | Złoto | Srebro | Brąz | Razem |
| ------- | ------- | ----- | ------ | ---- | ----- |
| 1.      | NRD     | 1     | 1      | 2    | 4     |
| 2.      | RFN     | 1     | –      | –    | 1     |
| 2.      | Włochy  | 1     | –      | –    | 1     |
| 4.      | ZSRR    | –     | 2      | 1    | 3     |
| Razem   | Razem   | 3     | 3      | 3    | 9     |

### Skoki narciarskie
Podobnie jak w przypadku kombinacji norweskiej, tak i w przypadku skoków narciarskich, nie włączono do kalendarza igrzysk rywalizacji drużynowej. Dlatego też wciąż jedynymi zawodami olimpijskimi w skokach narciarskich były konkursy indywidualne – na skoczni dużej i normalnej.
Konkursy skoków zostały zdominowane przez parę rywalizujących ze sobą wówczas zawodników, lidera i wicelidera klasyfikacji Pucharu Świata – Jensa Weißfloga i Mattiego Nykänena. Obaj zdobyli po jednym złotym i jednym srebrnym medalu. Brązowe medale wywalczyli Jari Puikkonen i Pavel Ploc.
| Miejsce | Państwo        | Złoto | Srebro | Brąz | Razem |
| ------- | -------------- | ----- | ------ | ---- | ----- |
| 1.      | Finlandia      | 1     | 1      | 1    | 3     |
| 2.      | NRD            | 1     | 1      | –    | 2     |
| 3.      | Czechosłowacja | –     | –      | 1    | 1     |
| Razem   | Razem          | 2     | 2      | 2    | 6     |

## Multimedaliści
Osiemnaścioro sportowców zdobyło w Sarajewie więcej niż jeden medal, w tym przynajmniej jeden złoty. Najwięcej – pięcioro – multimedalistów startowało w barwach Niemieckiej Republiki Demokratycznej. Siedmioro z multimedalistów stawało na podium olimpijskim w konkurencjach biegowych.
Jedyną zawodniczką, która w 1984 roku zdobyła trzy złota olimpijskie, była Marja-Liisa Hämäläinen, która ponadto uzyskała jeszcze jeden brązowy medal. Po cztery medale osiągnęli także Karin Enke i Gunde Svan.
Poniższa tabela przedstawia indywidualne zestawienie multimedalistów Zimowych Igrzysk Olimpijskich 1984, czyli zawodników i zawodniczek, którzy zdobyli więcej niż jeden medal olimpijski na tych igrzyskach, w tym przynajmniej jeden złoty.
| Miejsce | Zawodnik               | Państwo   | Dyscyplina          | Złoto | Srebro | Brąz | Razem |
| ------- | ---------------------- | --------- | ------------------- | ----- | ------ | ---- | ----- |
| 1.      | Marja-Liisa Hämäläinen | Finlandia | biegi narciarskie   | 3     | –      | 1    | 4     |
| 2.      | Karin Enke             | NRD       | łyżwiarstwo szybkie | 2     | 2      | –    | 4     |
| 3.      | Gunde Svan             | Szwecja   | biegi narciarskie   | 2     | 1      | 1    | 4     |
| 4.      | Gaétan Boucher         | Kanada    | łyżwiarstwo szybkie | 2     | –      | 1    | 3     |
| 5.      | Wolfgang Hoppe         | NRD       | bobsleje            | 2     | –      | –    | 2     |
| 5.      | Dietmar Schauerhammer  | NRD       | bobsleje            | 2     | –      | –    | 2     |
| 5.      | Thomas Wassberg        | Szwecja   | biegi narciarskie   | 2     | –      | –    | 2     |
| 8.      | Andrea Schöne          | NRD       | łyżwiarstwo szybkie | 1     | 2      | –    | 3     |
| 9.      | Peter Angerer          | RFN       | biathlon            | 1     | 1      | 1    | 3     |
| 9.      | Eirik Kvalfoss         | Norwegia  | biathlon            | 1     | 1      | 1    | 3     |
| 11.     | Berit Aunli            | Norwegia  | biegi narciarskie   | 1     | 1      | –    | 2     |
| 11.     | Tomas Gustafson        | Szwecja   | łyżwiarstwo szybkie | 1     | 1      | –    | 2     |
| 11.     | Igor Małkow            | ZSRR      | łyżwiarstwo szybkie | 1     | 1      | –    | 2     |
| 11.     | Matti Nykänen          | Finlandia | skoki narciarskie   | 1     | 1      | –    | 2     |
| 11.     | Jens Weißflog          | NRD       | skoki narciarskie   | 1     | 1      | –    | 2     |
| 11.     | Nikołaj Zimiatow       | ZSRR      | biegi narciarskie   | 1     | 1      | –    | 2     |
| 17.     | Anne Jahren            | Norwegia  | biegi narciarskie   | 1     | –      | 1    | 2     |
| 17.     | Brit Pettersen         | Norwegia  | biegi narciarskie   | 1     | –      | 1    | 2     |